# Rusocin (województwo opolskie)
Rusocin (Niem. Riemertsheide) – wieś w Polsce położona w województwie opolskim, w powiecie nyskim, w gminie Nysa. 
W latach 1975–1998 miejscowość położona była w województwie opolskim.

## Zabytki
Do wojewódzkiego rejestru zabytków wpisane są:
- kościół par. pod wezwaniem św. Klemensa, z XVII w., 1897 r.
- cmentarz kościelny

Inne obiekty:
- dom św. Józefa oo. oblatów - dom nowicjatu.

### Sport
W Rusocinie działa, założony w 1973 roku, klub piłkarski LKS Rusocin (wcześniej LZS), który występuje w opolskiej klasie okręgowej.